# 大和市立大和小学校
大和市立大和小学校（やまとしりつ やまとしょうがっこう）は、神奈川県大和市深見西にある公立小学校。

## 沿革
- 1903年（明治36年）6月25日 - 尋常大和小学校を設置。
- 1947年（昭和22年）4月30日 - 学校教育法施行に伴い大和町立大和小学校となる。
- 1953年（昭和28年）10月17日 - 50周年式典挙行、記念碑建立。
- 1959年（昭和34年）2月1日 - 大和町の市制施行により大和市立大和小学校となる。
- 1965年（昭和40年）5月28日 - 第一期工事。
- 1961年（昭和41年）3月31日 - 第二期工事。
- 1970年（昭和45年）1月7日 - 体育館完成。
- 1972年（昭和47年）3月3日 - 第三期工事完成。
- 1973年（昭和48年）11月11日 - 創立70周年記念式典挙行。
- 1975年（昭和50年）3月20日 - 第四期工事完成。
- 1976年（昭和51年） - 大和市立大野原小学校と分離。
- 2003年（平成15年） - 創立100周年記念式典挙行。

## 所在地
神奈川県大和市深見西8丁目7-1

## 通学地域
出典
- 下鶴間（2563番1号～2576番2号、2582番～2619番、2663番～2776番、2808番～2839番、3041番～3049番、3062番～3070番、3225番）
- 鶴間1丁目（27番12号の『L・ヴィアーレシティ』を除く）
- 深見（1番～758番、773番～778番、785番～791番、839番～1050番、1695番～1937番、2023番）
- 深見西1丁目（4番、5番）
- 深見西2丁目（5番～7番）
- 深見西3丁目（全域）
- 深見西4丁目（全域）
- 深見西5丁目（全域）
- 深見西6丁目（全域）
- 深見西7丁目（全域）
- 深見西8丁目（全域）
- 深見東1丁目（4番1号～4番18号、4番28号以降）
- 深見東2丁目（全域）
- 深見東3丁目（全域）
- 下鶴間1丁目（全域、ただし、17番地の鶴間台団地地区は大野原小学校への選択が可能。）
- 下鶴間2丁目（全域）

## 進学先
- 大和市立大和中学校

## 周辺
- 国道246号線厚木大和バイパス
  - 国道467号線
- 大和ひまわり保育園 - 大和市道をはさんで、敷地が隣接。また、進級前保育園のひとつ。
- 大和市役所
  - 第1分庁舎
  - 本館
- 大和市立病院
- 大和市立なぎ原1号公園
- 東名高速道路 - ただし、付近にはインターチェンジは無い。
- イオンモール大和

## アクセス
いずれも、滝山街道沿いの正門まで。
- 神奈川中央交通「間13」・「間16」・「間17」の各系統、および大和市コミュニティバス「やまとんGO」で、「市立病院」停留所から、徒歩約455m・約7分。
- 小田急電鉄江ノ島線鶴間駅より、
  - 東口から、徒歩約1.5km弱・約23分。
  - 上述の路線バスに乗車し、「市立病院」停留所下車後、徒歩。